# Callogorgia minuta
Callogorgia minuta is een zachte koraalsoort uit de familie Primnoidae. De koraalsoort komt uit het geslacht Callogorgia. Callogorgia minuta werd in 1906 voor het eerst wetenschappelijk beschreven door Versluys. 